# Сульфосилікати
Сульфосилікати (рос. сульфосиликаты, англ. sulphosilicates, нім. Sulfosilikate n pl) – мінерали класу природних силікатів, які містять сірку, що відіграє однакову роль з кремнієм, утворюючи комплексний сіркокремнекисневий радикал.